# Islote Gran Robredo
El Islote Gran Robredo es un pequeño islote marítimo deshabitado de la Argentina, ubicado en el Departamento Florentino Ameghino de la Provincia del Chubut. Sus medidas máximas son 940 m de longitud y 210 m de ancho máximo. Presenta una forma alargada con el eje mayor en sentido este-oeste. Se halla en el mar Argentino al suroeste de bahía Melo, en el extremo norte del golfo San Jorge.
El Islote Gran Robredo forma parte de un pequeño archipiélago ubicado a 14 km al sur de bahía Melo, que también integran la isla Tova (de la cual se encuentra a 4,6 kilómetro al sudoeste), la isla Tovita, la isla Sur, la isla Este, la isla Gaviota, los islotes Goëland y Pequeño Robredo, así como otros islotes y rocas menores.
Se trata de un islote rocoso que presenta restingas en sus costas. En este islote existían guaneras que fueron explotadas comercialmente hasta principios de la década de 1990.
En 2008 se creó el Parque Interjurisdiccional Marino Costero Patagonia Austral, el cual incluye al islote Gran Robredo.